# Anton Galler
Anton Galler (Marktl, 30 gennaio 1915 – Dénia, 21 marzo 1995) è stato un militare austriaco noto per aver avuto un ruolo chiave nel massacro di Sant'Anna di Stazzema.

## Biografia
Figlio illegittimo di un funzionario della Deutsche Reichsbahn e da madre cattolica, frequentò la scuola elementare dal 1922 al 1927, proseguì gli studi fino al 1933 nella scuola professionale di Amstetten, dove imparò il mestiere di panettiere. All'età di 16 anni si iscrisse alla Deutsche Turnerschaft e chiese di entrare nelle SS, inizialmente fu respinto a causa della sua età. Si unì quindi prima alla Gioventù hitleriana e poi alle SS il 1º marzo 1933 (nº 102.070). Dopo che il NSDAP austriaco e le sue organizzazioni affiliate furono messe al bando in Austria, fuggì in Germania e fu ammesso nello SS-Hilfswerk Dachau, un istituto per la cura dei nazionalsocialisti fuggiti dall'Austria. Il 24 giugno 1937 fece domanda di ammissione nel NSDAP e fu ammesso retroattivamente al 1º maggio dello stesso anno (nº 5.756.757).

### Carriera
Fu nominato SS-Untersturmführer il 20 aprile 1937 e quindi trasferito in Alta Slesia. Lavorò nel corpo di polizia di Gliwice prima di essere trasferito a Bytom, dove ricoprì temporaneamente il grado di aiutante in un battaglione di polizia. Con questa unità partecipò all'occupazione dell'Austria e dei Sudeti e ad altre operazioni di polizia. All'inizio della guerra combatté anche sul confine dell'Alta Slesia, continuò fino alla fine del 1941 nelle operazioni militari in Alta Slesia e in Polonia come ufficiale dello 83º Battaglione di Polizia del 24º Reggimento di Polizia per il reinsediamento di 17.000 persone dai monti Beschidi. Fu poi trasferito alla 4. SS-Polizei-Panzergrenadier-Division, dove fu ferito sul fronte di Leningrado.
Nel dicembre 1943 fu trasferito alla 16. SS-Panzergrenadier-Division "Reichsführer-SS" e, a causa dell'elevato numero di comandanti persi in questa divisione nel corso del conflitto, fu nominato comandante di battaglione del 2º Reggimento del 35. Panzergrenadier, da allora noto anche come Battaglione Galler, al posto dello SS-Sturmbannführer Karl-Heinz Cantow. Il 12 agosto 1944, i soldati del reggimento furono protagonisti del massacro di Sant'Anna di Stazzema. Dopo essere stato ferito a metà ottobre 1944, Galler lasciò il comando del battaglione.

### Nel dopoguerra
Dopo la fine della guerra si nasconde prima a Sankt Pölten ed emigra poi in Canada. Ritornò in Austria a metà degli anni '60, dove fu indagato per l'uccisione di 13 persone a Częstochowa, il procedimento nei suoi confronti fu archiviato. Si stabilì a Salisburgo come dirigente edile e viveva a Taxheim, vicino a Salisburgo. In seguito si trasferì a Dénia, sulla Costa Blanca spagnola, dove morì nel 1995: nel dopoguerra questa città fu un noto rifugio per i criminali di guerra, tra cui l'SS-Obersturmbannführer Otto Skorzeny e l'SS-Sturmbannführer Gerhard Bremer.

## Critica
Per lo storico Carlo Gentile, Anton Galler era un "leader delle SS senza carisma": un figlio delle classi inferiori che in altri contesti non avrebbe avuto alcuna possibilità di diventare ufficiale di polizia, mentre fu esclusivamente grazie al nazionalsocialismo e al suo sostegno incondizionato agli obiettivi e ai metodi politici dei nazionalsocialisti che ebbe la possibilità di fare carriera. Fu influenzato dalla sua appartenenza alle organizzazioni di destra in Austria che sognavano un Grande Reich tedesco, e dal suo lavoro nell'apparato amministrativo tedesco della polizia nazionalsocialista. Rimase un leader nazista incolore e sconosciuto, di cui i soldati fatti prigionieri ricordavano a malapena il nome.